# 甲府家庭裁判所
甲府家庭裁判所（こうふかていさいばんしょ）は、山梨県甲府市にある日本の家庭裁判所の一つで、山梨県を管轄している。略称は、甲府家裁（こうふかさい）。都留に支部を置いている。
甲府家庭裁判所には甲府市に置かれている本庁のほか、都留市の1市に家庭裁判所と地方裁判所の支部を設置している。家庭裁判所の支部の数は、函館家庭裁判所、東京家庭裁判所と並んで全国で最も少ない。

## 所在地
- 本庁：山梨県甲府市中央1丁目10-7　北緯35度39分38秒 東経138度34分4秒 / 北緯35.66056度 東経138.56778度
JR中央線, 身延線甲府駅南口 平和通りを南へ徒歩約15分
- 都留支部：山梨県都留市中央2丁目1-1　北緯35度33分8.5秒 東経138度54分28.1秒 / 北緯35.552361度 東経138.907806度
富士急行線谷村町駅 徒歩約5分

## 管轄
- 本庁
  - 甲府市、山梨市、韮崎市、南アルプス市、甲斐市、笛吹市、北杜市、甲州市、中央市、中巨摩郡昭和町、北都留郡丹波山村、南巨摩郡早川町、身延町、南部町、富士川町、西八代郡市川三郷町
- 都留支部
  - 都留市、大月市、上野原市、南都留郡道志村、忍野村、山中湖村、富士河口湖町、鳴沢村、西桂町、北都留郡小菅村、富士吉田市

※ただし、行政事件、合議事件は本庁で取り扱う。

## 歴代所長
甲府地方裁判所長と兼任　任期の後ろは後職
- 大西勝也(1985年6月 - 1986年12月 東京高等裁判所部総括判事）
- 山口繁（1988年 - 1989年 東京高等裁判所部総括判事）
- 青山正明（1995年3月 - 1997年3月 東京高等裁判所部総括判事）
- 仁田陸郎（1997年3月 - 1999年 東京高等裁判所部総括判事）
- 塚原朋一（2001年2月 - 2003年1月 東京高等裁判所部総括判事）
- 千葉勝美（2003年1月 - 2004年12月 東京高等裁判所部総括判事）
- 飯村敏明（2004年12月 - 2006年12月 知的財産高等裁判所部総括判事）
- 永井敏雄（2006年12月 - 2007年12月 東京高等裁判所部総括判事）
- 大竹たかし（2007年12月 - 2010年2月 東京高等裁判所部総括判事）
- 金井康雄（2010年2月 - 2012年3月 最高裁判所調査官）
- 須藤典明（2012年3月 - 2013年5月 東京高等裁判所部総括判事）
- 植村稔（2013年5月 - 2015年6月 東京高等裁判所部総括判事）
- 垣内正（2015年6月 - 2016年4月 水戸地方裁判所長）